# LB-2 (航空機)
中島 LB-2
「暁号」へ改修された後のLB-2
- 用途：陸上攻撃機
- 設計者：松村健一
- 製造者：中島飛行機
- 運用者

  - 大日本帝国海軍
  - 満洲航空（暁号）
- 初飛行：1936年[1]
- 生産数：1機
- 退役：1941年頃（暁号）
- 運用状況：不採用・退役

LB-2は、日本の中島飛行機が大日本帝国海軍向けに試作した陸上攻撃機。後に改修を加えられ、暁号（あかつきごう）の名で旅客輸送機として用いられた。機体名にある「LB」は「長距離爆撃機（Long-range Bomber）」の略。中島社内では中島式中型陸上攻撃機とも呼ばれた。

## 経緯
中島は1935年（昭和10年）よりダグラス DC-2の製作権を得てノックダウン生産を行っており、その経験を基に独自設計機による大型機市場への参入を計って、陸軍向けのキ19、民間向けのAT-2とともに、海軍向けの大型陸上攻撃機（長距離爆撃機）としてLB-2の試作を自発的に実施した。
設計主務者は松村健一技師が担当し、中島の太田工場にて1936年（昭和11年）3月に試作機1機が完成した。完成後は海軍の審査を受けたが、海軍は開発に深く関与し、当時試作機が良好な性能を発揮していた三菱重工業の九試中型陸上攻撃機（後の九六式陸上攻撃機）を重要視し注力していたため、LB-2にはさほど興味を示さず、性能自体は九試中攻と拮抗していたものの不採用となり、1機のみの製造に終わった。なお、海軍からは三菱機と並んで九試陸上攻撃機の試作名称を与えられたとする説もある。
1936年当時、満洲航空（満航）はルフトハンザと共同で、天山山脈越えのルートで東京 - 新京 - ベルリンを結ぶ欧亜連絡定期航空路の開設を計画しており、LB-2は中島の中島乙未平副社長の計らいによって、そのための新航路開拓試飛行（サーヴェイ）用の長距離機を欲していた満航に無償で譲渡された。LB-2は民間仕様の旅客機あるいは輸送機へと改修された上で、1937年（昭和12年）春に航空局の試験を受けた後、中島式双発輸送機またはLB型旅客機「暁号」として満航に納入されている。与えられた機体記号は「M-505」。暁号は、登場時の満航の保有機の中で唯一長距離飛行が可能な能力を持ち、九六式陸攻に先んじて存在が公表されたことも影響して、日本製の飛行機としては斬新なスマートさは当時の航空ファンの間で評判となった。
暁号は1937年3月22日に奉天の北飛行場で試験飛行を行った後、同年6月25日には奉天から商都を経由して、欧亜連絡航空路の中継点となる飛行場の整備が予定されたオチナまで、人員や資材・食料を輸送して探検飛行を実施している。しかし、その後欧亜連絡航空路の計画は日中戦争やノモンハン事件の勃発を受けて中止され、暁号が本格的なサーヴェイに投じられることはなかった。サーヴェイ以外では日満連絡便や研究、無線航法の訓練などに用いられ、1941年（昭和16年）頃までは北飛行場で健在だったが、その後研究機材として解体されている。
なお、LB-2以前にLB-1の開発計画も存在したが、実機の製造には着手されずに終わっている。

## 機体
機体は中翼単葉の双発機で、アルクラッドやジュラルミンなどが用いられた全金属製機ではあるが、尾翼の各舵面のみ金属製骨組に羽布張りとなっている。エンジンは中島「光二型」。降着装置は手動油圧ポンプを用いる前方引込式の主脚と固定式の尾輪からなり、うち主脚はエンジンナセル内に引き込んだ状態でも車輪の4分の1が露出する。
翼は多割式の細胞構造を基本とするが、基準翼と外翼に2分される設計の主翼のうち、基準翼では内部にメインの燃料タンクを組み込むべく、桁が胴体を貫く3桁構造が採用されている。基準翼と外翼の接続にはフランジ結合法が用いられている。外翼のテーパー比が大きいことや、スプリット・フラップの装備などが主翼の特徴となる。
胴体では楕円形断面とモノコック構造が採用されており、基準翼の桁より上側に通路と補助燃料タンクが、下側に爆弾倉が置かれている。爆弾倉を胴体内に収める設計は、爆弾の類を機外下面に露出する形で懸吊していた九六式陸攻よりも先進的なものだった。また、固定武装として胴体中央上部と胴体下部に旋回銃座を備えており、うち下部銃座は垂下式だった。
暁号への改装に際しては爆弾倉が撤去され、補助燃料タンクを爆弾倉のあった下部スペースに移し、開いたスペースに客室を設けるとともに、客室前方の搭乗員室との間に仕切りを設けている。また、旋回銃座や機首に存在した爆撃手席も撤去され、爆撃手席のあったスペースは貨物室として使用された。これらの改装によって、搭乗者の数も乗員6 - 7名から乗員4名、乗客6名あるいは10名へと変動している。
主翼で用いられたフランジ結合法や胴体のモノコック構造、降着装置の構造といった設計面に加えて、製造や工程管理の面でもDC-2の生産で学び取られたダグラス流の方式が活用されている。また、DC-2や九六式陸攻よりも大型の機体として完成しているが、設計の際に重量制御を成功させたことで、重量はDC-2を若干上回る程度で収められている。

## 諸元（暁号）
出典：『太平洋戦争日本海軍機』 138頁、『日本航空機総集 中島篇』 187頁、『日本軍用機事典 1910〜1945 海軍篇』 66頁、『満洲航空史話』 657頁。
- 全長：19.33 m
- 全幅：26.685 m
- 全高：5.05 m[7]あるいは5.45 m[4][9]
- 主翼面積：97.94 m2[7]あるいは97.96 m2[9]
- 自重：5,750 kg
- 全備重量：9,630 kg
- エンジン：中島 光二型 空冷星型9気筒（離昇840 hp） × 2
- 最大速度：328 km/h
- 巡航速度：250 km/h
- 航続距離：6,000 km
- 翼面荷重：98.3 kg/m2
- 乗員：4名
- 乗客：6名[7][9]あるいは10名[5]